# Cerro Trueno
Cerro Trueno är en ort i Mexiko.   Den ligger i kommunen San José Tenango och delstaten Oaxaca, i den sydöstra delen av landet, 290 km sydost om huvudstaden Mexico City. Cerro Trueno ligger 992 meter över havet och antalet invånare är 161.
Terrängen runt Cerro Trueno är kuperad åt sydväst, men åt nordost är den bergig. Runt Cerro Trueno är det ganska tätbefolkat, med 86 invånare per kvadratkilometer. Närmaste större samhälle är Huautla de Jiménez, 13,8 km sydväst om Cerro Trueno. I omgivningarna runt Cerro Trueno växer i huvudsak städsegrön lövskog.